# Гонолулу (аеропорт)
Міжнародний аеропорт імені Даніеля К. Інує  (IATA: HNL, ICAO: PHNL, FAA ідент. місц.: HNL), також відомий як Міжнародний аеропорт Гонолулу, є головним аеропортом Оаху, Гаваї. Аеропорт названо на честь уродженця Гонолулу та володаря Почесної медалі Даніеля Іноує, який представляв Гаваї в Сенаті США з 1963 року до своєї смерті в 2012 році. Аеропорт розташований у місці визначеному переписом населення Гонолулу 3 милі (5 км) на північний захід від центрального ділового району Гонолулу. Аеропорт охоплює 4220 акрів (1708 га), що становить понад 1% території острова Оаху.
Аеропорт імені Даніеля К. Інує пропонує прямі рейси до багатьох місць Північної Америки, Азії та Океанії. Аеропорт є головним вузлом авіакомпанії Hawaiian Airlines, а також базою Aloha Air Cargo. Аеропорт включено до Національного плану інтегрованих систем аеропортів Федерального управління цивільної авіації (FAA) на 2017–2021 роки, в якому він класифікується як об’єкт основного комерційного обслуговування великого хабу.

## Історія
HNL відкрився в березні 1927 року як аеропорт Джона Роджерса, після Першої світової війни морський офіцер Джон Роджерс. Він фінансувався територіальним законодавчим органом і Торговою палатою і був першим повноцінним аеропортом на Гаваях; літаки раніше були обмежені невеликими посадочними смугами, полями та доками гідролітаків. З 1939 по 1943 рік сусідня лагуна Кіхі була викопана для використання гідролітаками, а викопаний ґрунт було переміщено до HNL, щоб забезпечити більше місця для звичайних літаків.
Американські військові зупинили всі цивільні літаки та захопили всі цивільні аеропорти після нападу на Перл-Харбор, а Роджерс-Філд було призначено військово-повітряною базою Гонолулу. Військово-морські сили побудували диспетчерську вежу та будівлю терміналу, а деякі комерційні перевезення були дозволені протягом світлового дня. У 1946 році Роджерс-Філд було повернуто до території Гаваїв. На той час на 4 019 акрів (16,26 км2), це був один із найбільших аеропортів у Сполучених Штатах, з чотирма злітно-посадковими смугами з твердим покриттям і трьома злітно-посадковими смугами для гідролітаків.

## Термінали

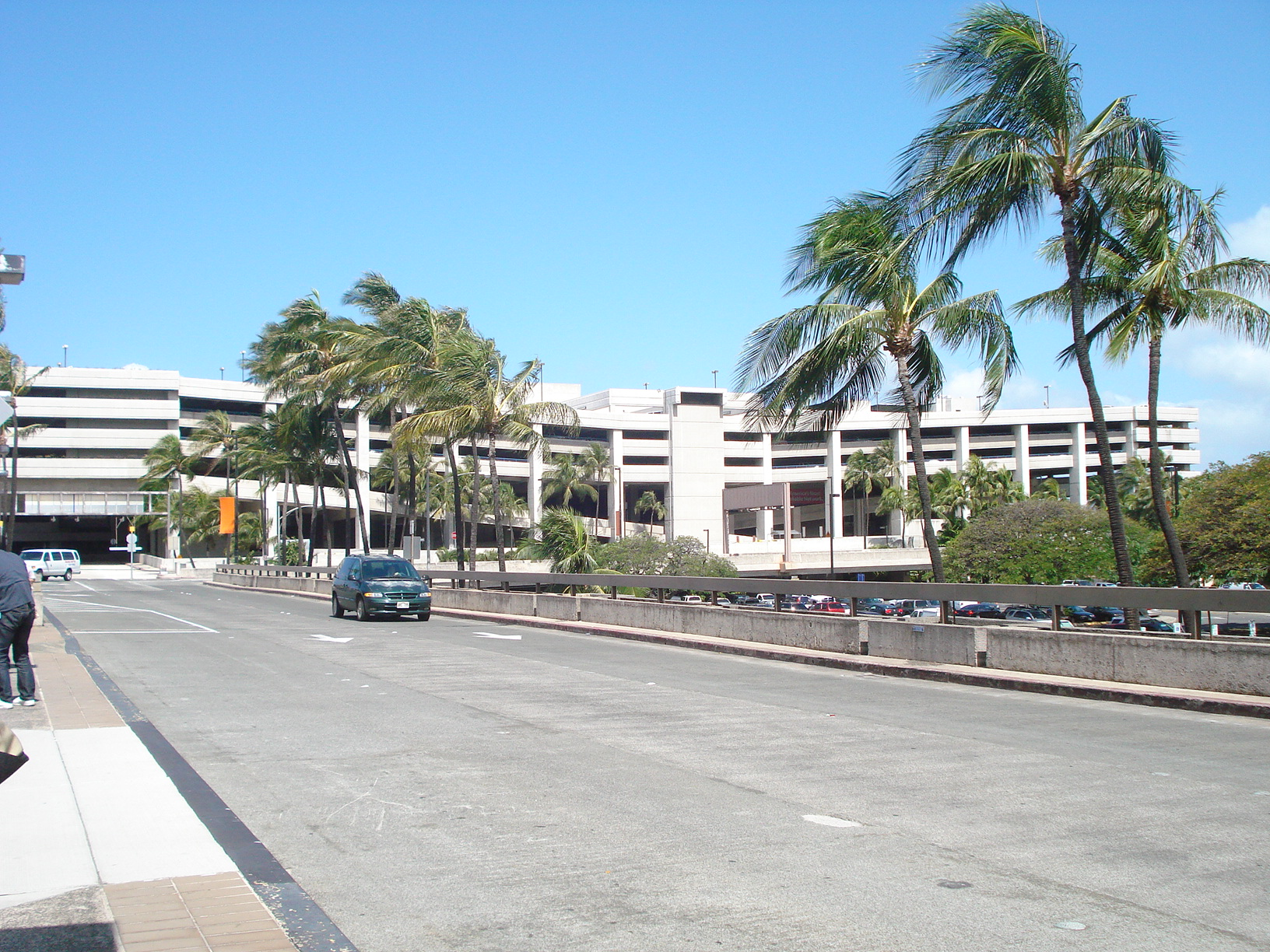
Термінал 1

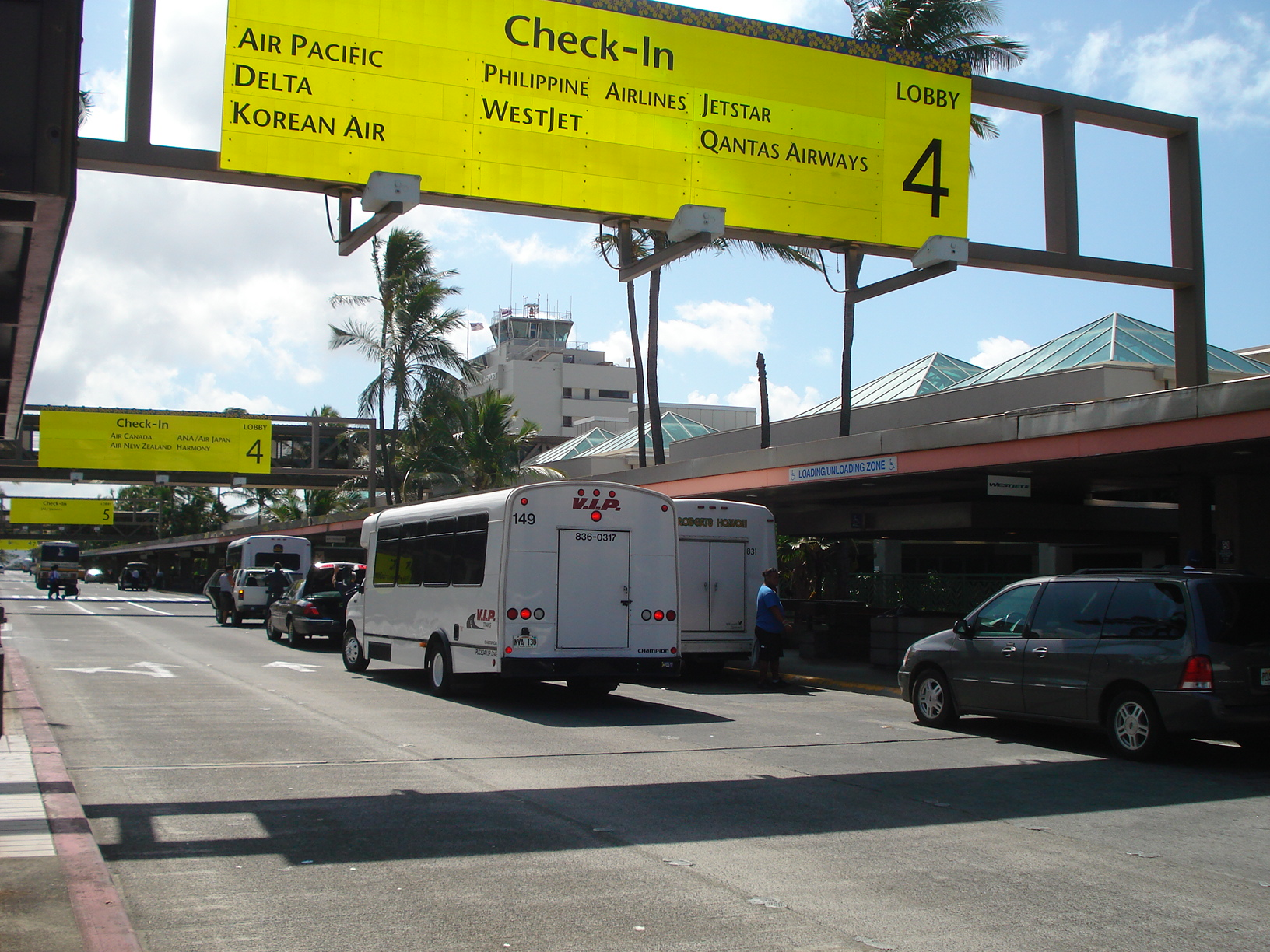
Термінал 2

Міжнародний аеропорт імені Даніеля К. Інує має 60 виходів на літак (54 реактивних виходу та 6 жорстких стоянок) у трьох терміналах. Wiki Wiki Shuttle забезпечує перевезення між терміналами між квитковими залами всіх трьох терміналів і між залами в терміналах 1 і 2. Усі ворота в терміналах 1 і 2 з'єднані пост безпеки; однак пасажири, які йдуть від терміналу 1 до воріт у терміналі 2, повинні пройти через станцію сільськогосподарської інспекції USDA для ручної поклажі.